# Nom de famille chinois
Le nom de famille chinois – xing (chinois : 姓 ; pinyin : xìng), ou, plus rarement, xingshi (chinois : 姓氏 ; pinyin : xìng shì) – se compose généralement d’un seul caractère, parfois de deux, alors appelés (复姓, fù xìng). Les rares noms de plus de deux caractères tirent principalement leur origine de minorités ethniques. En Chine (comme pour la plupart des pays asiatiques) le nom précède traditionnellement le prénom.
Le nom de famille se transmet de façon patrilinéaire et les adoptés prennent en principe celui de l’adoptant. Néanmoins, la loi taïwanaise permet de combiner les noms des deux parents ou de prendre le nom de la mère si les deux parties sont d’accord. Traditionnellement, les personnes de même nom de famille ne peuvent pas se marier, même si aucun ancêtre commun n’est connu, mais ce tabou est de moins en moins respecté. Les époux gardent chacun leur nom après le mariage, avec toutefois la possibilité (à Taïwan, Hong Kong ou Macao) de faire figurer le nom du mari devant le nom de la femme mariée sur les documents administratifs ; ce droit s’applique aussi aux gendres adoptés. Le nom double est très rarement utilisé par les femmes de moins de 60 ans, mais les épouses d’hommes politiques ou d’officiels sont parfois mentionnées ainsi dans les médias.
Du fait de la diversité des langues chinoises et européennes, il existe différentes translittérations en caractères latins du même nom chinois ; à l’inverse, des noms (caractères) différents peuvent avoir la même translittération. Certains noms de familles monosyllabiques sont homonymes, ou quasi-homonymes (au ton près) pour des non-sinophones. De très rares cas de traduction sont connus : ainsi certains caractères (comme 馬, Mǎ, « cheval ») sont devenus Cavalerie en français. 
La locution « les [vieux] cent noms de famille » bǎi xìng (百姓 ou lao bai xing (老百姓) désigne le peuple. Le plus connu des ouvrages anciens recensant les noms de famille et explorant leur origine est Les Noms des cent familles (百家姓, Baijiaxing) des Song du Nord.

## Origine et évolution
Les premiers écrits chinois limitent leurs informations aux familles royales ou nobles et il est impossible de connaître les pratiques de la population générale en matière de nom clanique ou familial. Le terme dissyllabique xingshi (姓氏) est la combinaison du xing, nom de clan, et du shi qui désigne un fief ou une position officielle. La distinction entre xing et shi, qui date de la dynastie Zhou, s’efface progressivement et n’existe plus au début de la dynastie Qin. Par la suite, le terme shi s’utilise pour désigner par son nom de jeune fille une femme mariée : Wangshi (王氏) « Mme née Wang » (cette appellation est devenue très rare au XXIe siècle). Il désigne aussi dans les documents anciens des noms étrangers de nature diverse (ethnonyme, nom, prénom, pseudonyme, ...) : Tuoba, Tuobashi (拓跋氏). 
Le caractère xing est composé du caractère « naissance » (生) précédé de la clé « femme » (女) que portent aussi plusieurs noms de famille anciens : Ji (姬), Ying (嬴), Jiang (姜) Yao (姚). L’explication habituelle des spécialistes chinois est que les noms de clans se transmettaient à l’origine en lignée matrilinéaire. Néanmoins, cette hypothèse, qui s’appuie sur l’existence de traditions matrilinéaires chez certaines populations de Chine ancienne, ne fait pas l’unanimité. Ainsi, le sinologue Léon Vandermeersch pensait que le xing était associé aux femmes parce qu’à la cour des Zhou elles seules étaient mentionnées par leur nom de clan, les hommes l’étant par leur shi, fief ou fonction. Il s’appuyait sur la constatation que la clé « femme » ne semble apparaître qu’à l’époque des Zhou, pourtant patrilinéaires, devant des caractères désignant, à l’époque des Shang, des ethnies et que ces noms précédés de 女 désignent clairement des femmes sur certains bronzes du début des Zhou.
Les noms de famille proviennent de toponymes, fiefs ou États, ces derniers peut-être ayant adoptés par des populations entières comme nom ethnique. Ils ont aussi pour origine des noms de fonctions ou de titres (souvent plurisyllabiques, comme Sima (司馬), ministre des armées dans la Chine archaïque, nom de famille de Sima Qian), plus rarement de métiers populaires comme Tao (陶), « potier » ou Wu (巫), « shaman », d’ancêtres (noms personnels ou rang de naissance, comme Meng (孟), « deuxième fils », nom de famille de Mencius), de noms étrangers (Ma (馬) viendrait de Mahomet et signalerait un ancêtre musulman, Hu (胡) indiquerait aussi une origine non Han). Bien que les ethnies non Han portent à l’origine des noms plurisyllabiques, leurs membres ont souvent adopté un nom monosyllabique : ainsi, les Wei du Nord ont échangé Tuobashi (拓跋氏) contre Yuan (元) à l’instigation de l’empereur Xiaowendi ; De nombreux Mandchous du clan impérial Aixinjueluo (愛新覺羅) sont devenus Jin (金). Inversement, des aborigènes taiwanais abandonnent au XXIe siècle leurs noms chinois monosyllabiques pour reprendre leur nom d’origine. Les étrangers résidant en Chine ou à Taïwan adoptent en général un nom chinois de type « classique » choisi pour sa ressemblance phonétique avec leur nom d’origine.
Bien que presque tous les noms de famille aient une signification dans les dictionnaires contemporains (par exemple : Xu 徐 « lent », 李 « prune », 王 « roi »), elle n’est pertinente que pour une minorité d’entre eux.
Certains noms étaient décernés par l’empereur en signe de distinction. Des tabous portant sur le nom de l’empereur ou de personnages importants ou le désir de différencier les différentes branches d’un clan entraînaient quelquefois des changements de nom ou l’apparition de nouvelles variantes graphiques, tout comme les erreurs de transcription. La simplification des caractères entreprise par la Chine populaire a modifié la graphie de nombreux noms.

## Aspect social
Le nom de famille rattache ses porteurs à un ancêtre commun, bien que les gens soient souvent conscients que ce peut n’être qu'un mythe. Les liens du sang sont concurrencés par l’affiliation à un clan zong (宗) honorant les mêmes ancêtres, déterminé par le nom de famille pour les hommes et les femmes célibataires ; les femmes mariées se rattachent au zong du mari. Le changement de nom de famille implique traditionnellement pour un homme le devoir de rendre un culte aux ancêtres du nom adopté et non plus à ses ancêtres d’origine. La loi taïwanaise donne la possibilité à un homme d’adjoindre à son nom celui de son épouse (la famille rend alors un culte aux ancêtres des deux familles) ou de prendre le nom de son épouse (gendre adopté), et la famille honore donc les ancêtres de la femme.
Aux époques féodales et médiévales, les noms des clans proches du pouvoir étaient particulièrement distingués et faisaient parfois l’objet de listes officielles.
Les femmes sont appelées du nom de leur mari par les voisins, les professeurs de leurs enfants et les relations du mari. Dans tous les autres cas, elles utilisent leur nom de jeune fille ; à Taïwan, elles sont donc généralement appelées xiaojie (小姐) « mademoiselle », indépendamment de leur statut marital.

## Statistiques
On estime à plus de 12 000 les noms de famille mentionnés dans les documents historiques, dont 5 000 ont une syllabe, 4 000 ont deux syllabes et 2 000 ont de trois à neuf syllabes. Le recensement effectué en 2007 en République populaire de Chine donne 4 700 noms[réf. nécessaire], dont une centaine de doubles et de noms rares plus longs. Chez les Han, on compte en moyenne 320 000 personnes par nom, avec de très grandes variations en pratique. Une centaine de grands noms nomment réunis 84,77 ％ des Chinois. Wang (王) vient en tête avec 92,881 millions de porteurs (7,25 ％ de la population) suivi de Li (李) (92,074 millions, 7,19 ％) et  Zhang (張/张) (87,502 millions, 6,83 ％). Le nom monosyllabique le plus rare est Nan (難), « difficile ».
Autres noms importants :
- Plus de 20 millions de porteurs : Liu (劉/刘), Chen (陳/陈), Yang (楊/杨), Huang (黄), Zhao (趙/赵), Wu (吳/吴), Zhou (周).
- Plus de 10 millions de porteurs  : Xu (徐), Sun (孫/孙), Ma (馬/马), Zhu (朱), Hu (胡), Guo(郭), He (何), Gao (高), Lin (林), Luo (羅/罗), Zheng (鄭/郑), Liang (梁).

À Taïwan, selon les statistiques officielles de 2003[réf. nécessaire], on compte 1 989 noms différents ; 99 % de la population porte un nom monosyllabique, mais 27 % des noms sont dissyllabiques et 2 % font plus de deux syllabes. Les noms dissyllabiques sont très variés car ils comprennent, outre les noms d’origine continentale, des combinaisons des deux noms des époux et quelques noms aborigènes. Les noms de trois syllabes et plus sont en principe aborigènes. 
Les noms les plus fréquents sont par ordre décroissant : Chen (陳), Lin (林), Huang (黃), Zhang (張), Li (李), Wang (王), Wu (吳), Liu (劉), Cai (蔡) et Yang (楊), qui nomment réunis 53 % des Taiwanais. Les cinq premiers noms doubles, que l’on trouve surtout dans le comté de Kaohsiung, sont Zhang-Jian (張簡), Ouyang (歐陽), Chen-Huang (陳黃), Fan-Jiang (范姜) et Zhang-Chen (張陳). Hormis Ouyang aux origines très anciennes, il s’agit de combinaisons des noms des deux époux.